# السمنة الأمومية
تشير السمنة الأمومية إلى زيادة وزن المرأة خلال فترة الحمل، ولها تأثير كبيرعلى التمثيل الغذائي للأم ونمو النسل. السمنة لها نتائج سلبية على صحة الأم فهي تعطل مقاومة الأنسولين والتوازن مستوى الجلوكوز في الدم والأكسدة الدهنية وتركيب الأحماض الأمينية. ويعد تعديل نمط الحياة إستراتيجية فعالة لتحسين عملية التمثيل الغذائى للأم والوقاية من أي نتائج سلبية.

تعرف السمنة بأنها تحتوى على مؤشر كتلة الجسم (BMI) من 30 أو أكثر، ويمكن اعتبار المرأة التي يبلغ طولها 5 أقدام و 5 بوصات مصابة بالسمنة إذا كانت تزن 180 رطلًا أو أكثر، أما المرأة التي يبلغ طولها 5 أقدام و 8 بوصات فستعتبر من المصابات بالسمنة إذا كانت تزن 200 رطل أو أكثر.

## آثارسمنة الأم على الجنين

### العيوب / العاهات
تصنف النساء الحوامل الأمريكيات بنسبة بين 18 إلى 38 في المائة على أنهن بدينات، ومع ذلك لا يُعرف إلا القليل عن العلاقة بين سمنة الأمهات وتأثيرات السكرى على النسل. تؤدى سمنة الأمهات إلى حدوث تشوهات خلقية في الجنين أثناء الحمل بما في ذلك عيوب الأنبوب العصبي وانشقاق العمود الفقري. تصل نسبة حدوث عيوب الأنبوب العصبي في حديثى الولادة من امرأة بدينة إلى ضعف نسبة حدوثها في حديثى الولادة من امرأة غير بدنية. ومن بين التشوهات التي تسببها سمنة الأمهات تشوه الحاجز والفم المشقوق والشفة المشقوقة ورتق الشرج وموه الرأس وتشوه انخفاض الأطراف. ومن الأرجح أن يتم دخول الأطفال إلى وحدات العناية المركزة بسبب تأثير سمنة الأمهات. وفي كل عام يولد ما يقرب من 2500 طفل (لدى أمهات تعاني من سمنة الحمل) مع هذه العيوب، وينتهي العديد من حالات الحمل الأخرى بالإجهاض أوولادة جنين ميت.

### الآثار العقلية أو الجسدية على الجنين
وترتبط السمنة الأمومية بالولادة المبكرة وموت حديثي الولادة وإنجاب رضيع منخفض الوزن عند الولادة. وفي دراسات المتابعة الخاصة بالأطفال الذين كانت أوزانهم أقل من 1000 جرام تبين أن 40 في المائة إلى 45 في المائة من الناجين يعانون من قصور حاد في النمو العصبى.
وقد اتضح من خلال دراسة على الفئران أنه عندما تتناول الأم الحامل وجبات غنية بالدهون والسكريات والأملاح؛ فإن ذرية تلك الأم تكون أكثر عرضة للإفراط في تناول الطعام وتفضيل تناول الوجبات السريعة. وحتى عندما لا يتم إعطاء النسل خيار تناول الوجبات السريعة، فإن أجسامهم تستفيد من الطعام بشكل مختلف عن النسل الذي كانت أمه أكثر صحة. ونسل الأمهات اللواتى تناولن طعاما سيئًا لديهم مستويات أعلى من الكوليسترول والدهون الثلاثية في مجرى الدم وارتفاع خطر الإصابة بأمراض القلب، بالإضافة إلى ذلك كان لهذا النسل مستويات أعلى من الجلوكوز والأنسولين مما يشير إلى تطور مرض السكري. تمت الدراسة على الفئران في مرحلة البلوغ وتبين أنها أكثر بدانة من النسل الذي كانت أمهاتهم أكثر صحة، وأظهرت هذه الدراسة أن النظام الغذائى للأمهات لا يؤثر فقط على فسيولوجيا المواد الكيميائية للنسل ولكن من المحتمل أن تصبح ضارة صحيًا أكثر من خلال تفضيلها الفطرى للعادات السيئة.

### تأثير سمنة الوالدين على الجنين
أجرى باحثون من المعهد الوطنى للسكرى والأمراض المعدية والجهاز الهضمى بالمعهد الوطنى للصحة (NIDDK) دراسة ووجدوا أن البدانة التي يكتسبها الوالدين في سن مبكر لها علاقة بزيادة خطر الإصابة بأمراض الكبد في أطفالهم. ووجد الباحثون أن الآباء البدينين لديهم مستوى مرتفع من إنزيم ناقل الآلانين (ALT) وهو إنزيم كبدي، مقارنة مع الآباء الذين لم يكونون يعانون من السمنة. وعندما قاموا بتحليل ثانوى استبعدوا فيه النسل البدين. استمرت النتائج في الإشارة إلى أن الأطفال الذين لديهم وزن طبيعى ولكن لديهم آباء يعانون من السمنة لديهم مستويات مرتفعة من إنزيم ناقل الآلانين (ALT)؛ مما يشير إلى أن مستويات إنزيم ALT للطفل لا تعتمد على مؤشر كتلة الجسم الخاص بالطفل.

## تأثير السمنة على الأم

### المرض
يتعرض النساء البدينات إلى مضاعفات خطيرة خلال فترة الحمل بما في ذلك ارتفاع ضغط الدم والسكرى وجلطات الدم. وقد تلد الأم مبكرًا قبل ميعاد الولادة الطبيعى. ومن المعروف أن سمنة الأمهات تزيد من مضاعفات أواخر الحمل مما يؤدى إلى الولادة القيصرية. وقالت التحاليل أن معدلات الولادة القيصرية زادت طرديا بنسبة 1,5 عند زيادة الوزن 2 عند السمنة و3 بين النساء البدينات بشدة مقارنة مع النساء الحوامل بالوزن الطبيعى. ومن المعروف أن النساء البدينات أكثر عرضة لحدوث تسمم الحمل، وكذلك النساء اللاتى لم يسبق لهن الحمل معرضات لخطر الإصابة بمرض تسمم الحمل أكثر من النساء اللواتى لديهن أطفال في الماضى.

### آثار الوجبات الضارة
قد يؤدى ضعف السيطرة على نسبة السكر في الدم إلي حدوث عيوب الأنبوب العصبي. والزيادة المعتادة في مقاومة الأنسولين في أواخر الحمل تكون بنسبة أكثر لدى الأمهات البدينات؛ مما يتسبب في زيادة في الچلوكوز والدهون والأحماض الأمينية، وهذا بدوره يؤدي إلى زيادة حجم الجنين وتخزين جسمه للدهون، والمخاطر المحتملة للإصابة بالأمراض، أما بالنسبة للأمهات فإن ضعف تحمل الجلوكوز وارتفاع نسبة الدهون في الدم تكون أكثر شيوعا بين الأمهات البدينات.

## تعديل نمط الحياة
هناك العديد من الخيارات المتاحة في علاج السمنة مثل تغيير النظام الغذائي وممارسة الرياضة بانتظام. وقد تؤدي الأشكال المعتدلة من التمارين مثل المشي إلى فقدان وزن صحي. أحيانا يلجأ بعض الأشخاص الذين يعانون من السمنة إلى الجراحة (تكميم المعدة) من أجل تقليل شهيتهم ولكن ينصح دائما بستشارة الطبيب بشأن أي علاج للسمنة.
من المستحسن أن تحاول النساء المصابات بالسمنة انقاص الوزن قبل الحمل، ولكن يجب علي النساء عدم اتباع نظام غذائي خلال فترة الحمل لأن التغذية الكافية مهمة للنساء الحوامل واللاقي يخططن للحمل.النساء اللواتى لجأن لتكميم المعدة ربما يكن حملهن طبيعى بل وبحالة أفضل من حمل النساء العاديات اللواتى لم يخضعن للجراحة من قبل؛ ولكن اتفق الأطباء في معظم الحالات أن يتم تأجيل الحمل حتى يستقر فقدان الوزن المرتبط بالجراحة. وقد شجع الأطباء على التحدث إلى النساء الحوامل أو الاتي يخططن للحمل للحصول على ما يكفي من حمض الفوليك والإقلاع عن التدخين وتجنب الكحول. وكذلك تنصح النساء بتناول السعرات الحرارية المناسبة والتمرين على نحو كاف.

## نصائح في التغذية
النساء الحوامل اللواتى يتناولن المزيد من السكريات كالحلويات والعصائر المجهزة يصبحن أكثر عرضة لاكتساب الوزن الزائد في المراحل المبكرة من الحمل. وإتباع نظام غذائى صحى ومتوازن أثناء الحمل يمكن أن يساعد أيضًا في تقليل بعض أعراض الحمل مثل الغثيان والإمساك.

## نصائح لممارسة التمارين الرياضية
يوصي الأطباء بممارسة التمارين الخفيفة خلال فترة الحمل؛ حيث أن التمارين الرياضية يمكن أن تساعد على راحة الأم والجنين، هناك فوائد أخرى لممارسة الحامل للتمارين مثل التخفيف من ألم الظهر والإمساك وتقليل احتمالية اكتساب الوزن الزائد والتقليل من فرص الإصابة بسكرى الحمل وسهولة الحركة وتحسين صحة الأم وكذلك تحسين الصحة البدنية والعاطفية للطفل.
إذا ظهرت علامات وأعراض سلبية بعد التمرين يجب أن تتوقف النساء الحوامل عن ممارستها على الفور وتلك الأعراض تشمل: الدوخة والإغماء والصداع وضيق في التنفس وتقلصات الرحم والنزيف المهبلي وتسرب السوائل أو خفقان القلب.